# Copelatus makokouensis
Copelatus makokouensis är en skalbaggsart som beskrevs av Bilardo och Rocchi 1995. Copelatus makokouensis ingår i släktet Copelatus och familjen dykare. Inga underarter finns listade i Catalogue of Life.